# Grizzly 399

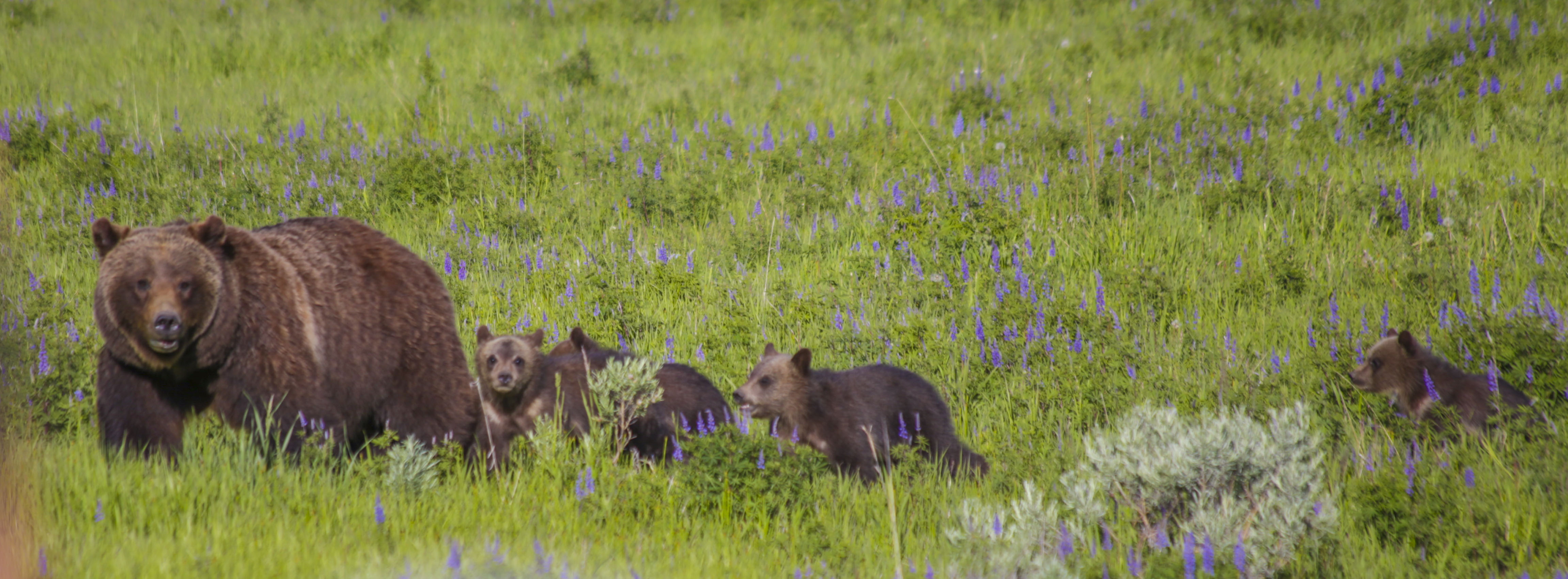
399 con sus cuatro cachorros alrededor de las 7:30 pm 19 de junio de 2020, cerca del río cerca de Signal Mountain Lodge.

Grizzly 399 (nacida en 1996 falecido el 22 de octubre de 2024) es una osa grizzly que habita el Parque Nacional Grand Teton y el Bosque Nacional Bridger-Teton. La siguen hasta 40 fotógrafos de vida silvestre,   y millones de turistas vienen al ecosistema del Gran Yellowstone para verla y a otros osos pardos. Grizzly 399 es la madre osa parda más famosa del mundo, conocida por su prolífica descendencia y su notable habilidad para coexistir cerca de áreas pobladas sin conflictos significativos con los humanos. Su popularidad ha crecido tanto que tiene sus propias cuentas en redes sociales como Facebook, Twitter e Instagram, donde miles de seguidores de todo el mundo siguen sus aventuras y las de sus cachorros. A través de estas plataformas, los aficionados pueden ver fotos y videos de Grizzly 399 y sus crías, aprender sobre sus hábitos y su entorno, y recibir actualizaciones sobre su estado y actividades. Las cuentas no solo celebran su vida y la de sus descendientes, sino que también promueven la conservación de los osos pardos y sensibilizan sobre la importancia de preservar su hábitat natural en el Parque Nacional de Yellowstone y sus alrededores.

## Introducción
Los osos Grizzly Ursus arctos horribilis son una subespecie de la especie de oso pardo norteamericano U. arctos. Hace varias décadas, se consideró que los osos pardos estaban en riesgo de extinción rápida debido al ritmo al que estaba disminuyendo su población. La protección bajo la Ley de Especies en Peligro de 1973 ha resultado en un repunte de la población: ahora hay aproximadamente 2.000 osos grizzly en los Estados Unidos contiguos, de los cuales se estima que aproximadamente la mitad vive en el ecosistema del Gran Yellowstone. Los osos pardos son a menudo estereotipados como feroces y peligrosos, pero la realidad es que el comportamiento típico de estos majestuosos animales es mucho más reservado. Generalmente, los osos pardos prefieren evitar el contacto con los humanos a toda costa, optando por vivir en áreas remotas y alejadas de los asentamientos humanos. Su dieta varía según la disponibilidad de alimentos, incluyendo bayas, raíces, insectos y ocasionalmente presas más grandes, pero rara vez buscan comida cerca de las actividades humanas. 
Estos osos poseen un instinto natural de conservación y, por lo tanto, tienden a ser muy cautelosos. Los ataques a humanos son extremadamente raros y, en la mayoría de los casos, ocurren solo cuando el oso se siente amenazado o acorralado. La mayoría de los encuentros negativos con osos pardos se deben a situaciones en las que los humanos los sorprenden accidentalmente, provocando una reacción defensiva del animal. Los osos pardos, como muchas otras especies de vida silvestre, prefieren evitar conflictos y pasar desapercibidos, manteniendo su distancia de los humanos siempre que sea posible. Es crucial para las personas que viven o viajan en áreas donde habitan osos pardos entender y respetar su comportamiento, tomando medidas adecuadas para minimizar encuentros inesperados y promoviendo una coexistencia pacífica entre humanos y osos.

## Vida
Grizzly 399 es una osa grizzly que reside en tierras federales en un rango de cientos de millas a lo largo del Parque Nacional Grand Teton y el [./Https://en.wikipedia.org/wiki/Bridger-Teton_National_Forest Bosque Nacional Bridger-Teton]. Este impresionante territorio le proporciona un hábitat diverso que incluye vastas praderas, densos bosques y ríos cristalinos, ofreciendo las condiciones ideales para su supervivencia y la de sus crías. 
Ella nació en una guarida en Pilgrim Creek, Wyoming, en el invierno de 1996, marcando el inicio de una vida que se convertiría en emblemática para los esfuerzos de conservación y el turismo en la región. Desde su nacimiento, Grizzly 399 ha demostrado ser una madre excepcionalmente prolífica, habiendo criado con éxito numerosos cachorros que también han contribuido a la población de grizzlies en la zona.
A lo largo de los años, Grizzly 399 ha sido objeto de estudios científicos intensivos y ha capturado la atención del público y de fotógrafos de vida silvestre de todo el mundo. Su capacidad para coexistir cerca de áreas frecuentadas por humanos ha proporcionado valiosos datos sobre el comportamiento y la ecología de los osos grizzly. Además, su presencia constante en lugares accesibles ha permitido a miles de visitantes del Parque Nacional Grand Teton la oportunidad única de observar a uno de los mayores depredadores de Norteamérica en su hábitat natural.
A pesar de los desafíos que enfrenta, como la pérdida de hábitat y el conflicto con los humanos, Grizzly 399 sigue siendo un símbolo de esperanza y resiliencia. Su vida y la de sus descendientes continúan inspirando a conservacionistas y amantes de la naturaleza, subrayando la importancia de proteger estos magníficos animales y los ecosistemas que ellos habitan. Fue capturada en 2001 y el Equipo Interinstitucional de Estudio del Oso Grizzly le colocó un radiocollar. Ella fue el oso número 399 al que comenzaron a rastrear con este método como parte del proyecto de investigación a largo plazo. En 2018 dejaron de monitorearla vía radio telemetría y la investigación continuó ya que reside en un área donde es muy observable.
Cuando cumplió 21 años, 399 se hizo mayor de lo habitual para un oso pardo, ya que "más del 85 por ciento de ellos mueren debido a algún tipo de actividad humana antes de llegar a la vejez". Pesa casi 400 libras (181,4 kg) . Cuando está de pie sobre sus patas traseras, tiene 7′ 0″ (2,13 m). A diferencia del típico oso Grizzly, ella vive muy cerca de los humanos, aunque no se preocupa particularmente por ellos; los científicos han especulado que esto fue en respuesta a la muerte de un cachorro en un área más remota, quizás asesinado por un oso Grizzly macho. A lo largo de los años, se ha adaptado a la presencia humana, mostrando una notable capacidad para coexistir con sus vecinos humanos sin causar problemas significativos. Los investigadores han observado que esta osa ha desarrollado un patrón de comportamiento único, utilizando las áreas cercanas a los asentamientos humanos como una especie de refugio seguro. Esta adaptación le ha permitido evitar encuentros peligrosos con osos machos más agresivos que frecuentan las zonas menos habitadas. Su proximidad a los humanos no es motivada por la búsqueda de comida en basura o cultivos, sino más bien por una estrategia de supervivencia que le ha permitido criar y proteger a sus crías con mayor éxito. Esta inusual convivencia ha ofrecido a los científicos una oportunidad única para estudiar el comportamiento y la ecología de los osos Grizzly en condiciones diferentes a las que se suelen observar en áreas más salvajes y remotas. Además, su presencia ha fomentado una mayor conciencia y educación entre los residentes locales sobre la importancia de la coexistencia con la vida silvestre, llevando a iniciativas comunitarias para proteger tanto a los osos como a los humanos. No ha matado a ningún ser humano a pesar de haber tenido al menos dos encuentros cercanos conocidos, por lo que ha evitado la eutanasia.

### Cachorros
Ha criado muchos descendientes exitosos, incluidos 22 cachorros y nietos. A mediados de mayo de 2020 se la observó con cuatro nuevos cachorros nacidos el invierno anterior. Ella ha enseñado a sus descendientes hábitos inteligentes y adaptativos para beneficiarse en lugar de verse perjudicados por la proximidad humana. Por ejemplo, durante la temporada de caza de alces en otoño, ha inculcado la práctica de holgazanear cerca de los cazadores, esperando pacientemente a que estos abandonen las tripas de alce, proporcionando así una fuente fácil y abundante de alimento. Además, ha enseñado a sus crías a mirar a ambos lados antes de cruzar las carreteras, un comportamiento crucial para evitar ser atropellados por vehículos, que es una de las causas más comunes de muerte entre los osos. Este conocimiento se transmite de generación en generación, mejorando sus posibilidades de supervivencia en un entorno cada vez más dominado por la actividad humana. Estos comportamientos no solo demuestran la inteligencia y adaptabilidad de los osos, sino también la capacidad de una madre para asegurar la supervivencia y el bienestar de sus crías en un mundo en constante cambio.
A pesar de esto, al menos tres de sus cachorros han muerto debido a encuentros con humanos, lo que subraya el constante peligro que enfrentan estos animales en su hábitat natural. Entre estos trágicos incidentes se encuentra la pérdida del único cachorro de Grizzly 399 de 2016, apodado 'Snowy' debido a la coloración de su cara rubia blanquecina, que lo hacía inconfundible. 'Snowy' capturó la imaginación de muchos entusiastas de la vida silvestre y se convirtió en un símbolo de la lucha por la coexistencia entre osos y humanos. Su muerte, junto con las de otros cachorros de Grizzly 399, resalta la urgente necesidad de reforzar las medidas de conservación y educar al público sobre la importancia de mantener una distancia segura de estos majestuosos animales. A lo largo de los años, Grizzly 399 ha demostrado ser una madre excepcionalmente resistente, adaptándose a los desafíos del entorno y enseñando a sus crías a sobrevivir en un mundo donde el contacto humano es inevitable. Sin embargo, la pérdida recurrente de sus cachorros es un recordatorio doloroso de las tensiones entre la vida silvestre y la actividad humana en los parques nacionales y áreas protegidas. Cada uno de estos osos caídos no solo representa una pérdida individual, sino también un impacto en la población y la biodiversidad de la región. En junio de ese año, Snowy fue atropellado y asesinado por un automóvil en el Parque Nacional Grand Teton, un incidente investigado como un posible accidente de atropello y fuga. En total, ha perdido a la mitad de sus descendientes, debido a encuentros con personas o con osos machos.
El 21 de mayo de 2020, Steve Franklin, fotógrafo de vida silvestre, estuvo en el Bosque Nacional Grand Teton el día de la inauguración. Cumplió un elemento de su lista de deseos cuando vio que Grizzly 399 salía de su hibernación con cuatro cachorros aproximadamente a las 2:30 p. m. En ese momento, esta era su cría más grande hasta la fecha, lo que ocurrió en Pilgrim Creek como de costumbre. El 16 de mayo de 2023, Grizzly 399 salió de la hibernación y apareció en el área de Pilgrim Creek en el Parque Nacional Grand Teton. Fue vista con un solo cachorro. A los 26 o 27 años, esto la convirtió en la osa hembra de mayor edad en reproducirse en el ecosistema del Gran Yellowstone, una hazaña que subraya su increíble longevidad y capacidad de adaptación en un entorno tan desafiante. Este logro es aún más notable considerando que la mayoría de los osos grizzly no alcanzan edades tan avanzadas en la naturaleza, debido a factores como la disponibilidad de alimentos, las enfermedades, y la interacción con humanos. Su éxito reproductivo a una edad tan avanzada también resalta su habilidad para mantenerse saludable y fuerte, desafiando las expectativas biológicas típicas de su especie. Esta osa no solo se convirtió en un símbolo de resiliencia y supervivencia, sino que también contribuyó significativamente a la población de osos del parque, asegurando la continuidad genética de su linaje. Su capacidad para seguir reproduciéndose a una edad en la que muchas otras osas ya habrían dejado de hacerlo, es testimonio de su adaptabilidad y el éxito de las medidas de conservación en el Parque Nacional de Yellowstone.

### Trillizos
A diferencia del oso típico, Grizzly 399 regularmente da a luz trillizos en lugar de gemelos. Este fenómeno inusual la ha convertido en un objeto de gran interés tanto para biólogos como para entusiastas de la vida silvestre. Normalmente, las osas grizzly tienen camadas de uno o dos cachorros, pero Grizzly 399 ha demostrado una extraordinaria capacidad reproductiva. Su habilidad para criar con éxito a tres cachorros a la vez es un testimonio de su fortaleza y adaptabilidad en el desafiante entorno del Parque Nacional de Yellowstone. Este patrón de partos múltiples no solo destaca su excepcionalidad, sino que también plantea preguntas fascinantes sobre la genética y las condiciones ambientales que podrían contribuir a su prolífica maternidad. La fama de Grizzly 399 ha crecido con cada camada, atrayendo a fotógrafos y turistas que esperan la oportunidad de vislumbrar a esta notable osa y sus numerosos descendientes, todos los cuales contribuyen a la creciente población de grizzlies en la región. Esto suele tener un efecto paradójico en la población de osos. Una madre osa con tres cachorros gasta mucha más energía en cuidarlos, lo que potencialmente puede disminuir en lugar de aumentar la tasa de supervivencia. Grizzly 399, por el contrario, normalmente ha manejado bien a los trillizos. Una de sus trillizas también se convirtió en una madre prolífica y fue etiquetada para la investigación como Grizzly 610. En 2011, Grizzly 610 tuvo gemelos, mientras que Grizzly 399 tuvo otro par de trillizos. Los científicos que observaban a los osos estaban preocupados debido a la avanzada edad de 399, pero para su sorpresa, Grizzly 610 adoptó amistosamente a uno de los trillizos de su madre.

### Otros descendientes
Uno de los gemelos de Grizzly 399 nacidos en 2017, conocido como el número 964, se mudó al Parque Nacional de Yellowstone en 2019, buscando su propio territorio y recursos lejos de la influencia de su madre. En 2023, 964 fue vista nuevamente, esta vez acompañada por sus propios gemelos, demostrando su éxito en la adaptación y supervivencia en el nuevo entorno. Este avistamiento fue recibido con entusiasmo por los biólogos y entusiastas de la vida silvestre, ya que indica una expansión saludable de la población de grizzlies en la región.
Por otro lado, la hija de Grizzly 610, identificada como el número 926, también ha continuado el legado familiar. En 2023, 926 dio a luz a un par de gemelos, contribuyendo aún más a la proliferación de la especie en la región. 926 ha sido observada demostrando habilidades maternales excepcionales, cuidando y protegiendo a sus crías mientras las enseña a forrajear y defenderse en el entorno salvaje. Esta cadena de descendencia de Grizzly 399 no solo refleja la fuerza y adaptabilidad de estos osos, sino que también subraya la importancia de la conservación y protección de sus hábitats naturales para asegurar el futuro de la especie.

## Relación con los humanos
Se sabe que Grizzly 399 está acostumbrado a las personas cuando se encuentra cerca de carreteras y áreas poco desarrolladas. Un investigador determinó que busca estas áreas al borde de la carretera en zonas rurales porque es más seguro para sus cachorros, donde los osos machos a menudo intentan matarlos. El hecho de que pase mucho tiempo cerca de las carreteras también ha contribuido significativamente a su popularidad. Este comportamiento permite que tanto residentes locales como turistas tengan frecuentes avistamientos, facilitando la observación y la fotografía de esta impresionante criatura en su hábitat natural. Al estar más accesible, se convierte en un tema recurrente de conversación y atención en las redes sociales y medios de comunicación locales. Además, su presencia cercana a las áreas habitadas genera un mayor interés y empatía entre las comunidades humanas, quienes sienten una conexión más directa con la vida salvaje que los rodea. Esta interacción constante no solo fomenta la curiosidad y el respeto por la fauna, sino que también subraya la necesidad de medidas de conservación y gestión adecuada para asegurar la seguridad tanto del animal como de las personas.  En 2011, la visión de una madre osa grizzly y sus tres cachorros cerca de una carretera en el centro del Parque Nacional Grand Teton fue suficiente para detener el tráfico en ambas direcciones durante millas. Cerca de Jackson Lake Lodge, justo debajo, en Willow Flats, Grizzly 399 enseñó a cada grupo de cachorros a cazar crías de alce. Lo hizo donde los huéspedes del albergue pudieran verlo.
Grizzly 399 generalmente se encuentra a lo largo de la carretera cerca de Oxbow Bend del río Snake . El número de fotógrafos que ahora siguen a este oso pardo ha aumentado a unos 40 o 50 en 2015. Este notable incremento refleja el creciente interés y fascinación que genera el oso entre los entusiastas de la vida salvaje y la fotografía. Equipados con cámaras de alta gama y lentes de largo alcance, estos fotógrafos se aventuran a los hábitats naturales del oso pardo, esperando capturar imágenes espectaculares de su comportamiento y vida diaria. 399 es considerada la gran matriarca de los osos de las carreteras del parque.
En 2016, se temía que Grizzly 399 estuviera muerta después de que un cazador afirmara haberla matado. El 10 de mayo de 2016, 399 salieron de la hibernación, con un cachorro a cuestas. Ella salió del Bosque Nacional Bridger-Teton hacia el Parque Nacional Grand Teton con un cachorro de cara blanca siguiéndola a su lado. En 2017, Grizzly 399 tenía una edad avanzada, superando el límite que generalmente marca el fin del período reproductivo para la mayoría de los osos pardos. A pesar de su longevidad y las expectativas biológicas, Grizzly 399 continuaba desafiando las probabilidades y demostrando su extraordinaria vitalidad. Este hecho la convirtió en un símbolo de resiliencia y fortaleza, atrayendo la atención de biólogos, conservacionistas y entusiastas de la vida silvestre de todo el mundo. Su capacidad para seguir criando cachorros en una etapa tan tardía de su vida subrayaba no solo su excepcional genética, sino también la importancia de la protección y conservación de su hábitat en el Parque Nacional de Yellowstone. El 16 de mayo de 2017, dos cachorros la siguieron en una tormenta de nieve primaveral.

### Brigada de Vida Silvestre Grand Teton
Creada en 2007 en respuesta a la magnitud de visitantes que vienen a Grand Teton para ver Grizzly 399 y sus cachorros, la Brigada de Vida Silvestre Grand Teton mantiene a los animales y a las personas separados y ilesos. En 2011, la guardabosques Kate Wilmot, cuyo título oficial es "especialista en gestión de osos", afirmó que este año las cosas se han vuelto "completamente caóticas". El verdadero deber es gestionar el comportamiento de la gente. Esto se debió en parte a que las redes sociales aumentaron la popularidad de los osos y atrajeron a más personas a querer interactuar con ellos. Con la creciente difusión de videos y fotografías de encuentros cercanos con estos majestuosos animales, muchas personas, motivadas por la búsqueda de experiencias emocionantes y el deseo de compartir contenido impactante, comenzaron a acercarse imprudentemente a los osos. Esta tendencia no solo pone en peligro la seguridad de las personas, sino que también puede desestabilizar el comportamiento natural de los osos, haciéndolos más audaces y menos temerosos de los humanos.
Como resultado, la responsabilidad de las autoridades y de las comunidades locales ha evolucionado para incluir no solo la protección de los osos, sino también la educación y regulación del comportamiento humano en áreas habitadas por estos animales. Campañas de concienciación, señalización clara en los parques nacionales y reservas, y la implementación de normas estrictas para la observación de la fauna silvestre son medidas cruciales para mitigar los riesgos. Además, es fundamental fomentar una cultura de respeto hacia la vida silvestre, recordando a la gente que los osos, a pesar de su atractivo en las redes sociales, son animales salvajes que deben ser admirados desde una distancia segura.
Las autoridades también deben trabajar en estrecha colaboración con los influencers y creadores de contenido, alentándolos a promover prácticas seguras y responsables cuando se encuentren en la naturaleza. A través de una combinación de regulación, educación y colaboración comunitaria, se puede asegurar que tanto los humanos como los osos puedan coexistir de manera segura y sostenible en un mundo cada vez más conectado por las redes sociales.
Wilmot dirige a 16 voluntarios de la brigada durante todo el verano hasta que cae la nieve. Si no fuera por los brigadistas, "la observación de la vida silvestre sería un desastre". Los brigadistas llevan spray para osos como medida de seguridad, pero su función principal es persuadir a los turistas a respetar la pauta de observación de 100 yardas establecida después de los incidentes con Grizzly 610, la hija de 399. Esta norma se implementó para proteger tanto a los visitantes como a los osos, minimizando el riesgo de encuentros peligrosos. Además de portar el spray, los brigadistas dedican tiempo a educar a los turistas sobre la importancia de mantener una distancia segura, explicando cómo los osos pueden sentirse amenazados por la presencia humana. Realizan patrullajes regulares en las áreas de alta afluencia, ofreciendo información y consejos prácticos sobre cómo comportarse en la naturaleza. Estas medidas no solo buscan prevenir accidentes, sino también fomentar un respeto mutuo entre humanos y fauna silvestre, asegurando la conservación de estos majestuosos animales y la seguridad de los visitantes del parque.
Alimentar a los osos es ilegal, por eso los brigadistas también se encargan de este asunto. Puede hacer que los osos se acostumbren a las personas y se vuelvan agresivos. Los brigadistas recuerdan a los turistas su papel en esta parte. Su éxito se puede medir por la rareza de los incidentes importantes y la expulsión de osos. Cuando los osos se acostumbran demasiado a la presencia humana y se vuelven agresivos en su búsqueda de comida humana, o cuando un oso ataca a un humano, el "oso problemático" generalmente es sacrificado. Las madres grizzly son conocidas por ser agresivamente protectoras con su progenie . En 2011, en el Parque Nacional de Yellowstone, una madre osa mutiló fatalmente a un excursionista que se acercó demasiado. Grizzly 610, la hija de la famosa osa Grizzly 399, mostró su instinto protector en varias ocasiones. En dos incidentes separados, "cargó" contra grupos de turistas que se habían acercado demasiado a ella y a sus cachorros, ignorando las recomendaciones de seguridad del parque. Afortunadamente, gracias a su rápida retirada y al comportamiento de advertencia de Grizzly 610, no se reportaron heridos en ninguno de los casos. Estos eventos subrayan la importancia de respetar la vida silvestre y mantener una distancia segura, especialmente con los osos, que pueden ser extremadamente protectores con sus crías. Las autoridades del parque emitieron recordatorios urgentes a los visitantes sobre las normas de seguridad, enfatizando la necesidad de mantener una distancia mínima de 100 yardas de los osos en todo momento. Grizzly 610 continuó siendo monitoreada de cerca por los biólogos del parque, quienes admiraban su habilidad para sobrevivir y proteger a sus cachorros en un entorno que cada vez más se veía afectado por la presencia humana.

## Protección y caza de especies en peligro de extinción.
En 2017, los funcionarios del Servicio de Pesca y Vida Silvestre de los Estados Unidos tomaron la decisión de eliminar a los osos pardos del ecosistema de Yellowstone de la lista de especies en peligro de extinción, un hito significativo que marcó el éxito de los esfuerzos de conservación a lo largo de varias décadas. Esta decisión implicaba que la población de osos pardos había aumentado lo suficiente como para considerarse fuera de peligro, al menos dentro de los límites definidos por los criterios de recuperación.
Como parte de esta acción, la gestión y el control de los osos pardos fuera de los parques nacionales de Yellowstone y Grand Teton fueron transferidos a los estados de Wyoming, Montana e Idaho. Este cambio de jurisdicción significaba que las autoridades estatales ahora serían responsables de la supervisión, la implementación de medidas de manejo y la protección de la población de osos pardos en sus respectivos territorios. Esto incluía la regulación de las interacciones entre humanos y osos, el monitoreo de la población de osos, y la aplicación de políticas de caza y conservación específicas para cada estado.
La transferencia de la gestión a nivel estatal fue recibida con una mezcla de reacciones. Por un lado, algunos grupos vieron esto como un testimonio del éxito de los programas de recuperación y una señal de que los osos pardos estaban en una trayectoria positiva de crecimiento y estabilidad. Por otro lado, varios grupos conservacionistas y tribus nativas americanas expresaron su preocupación por la capacidad de los estados para mantener las mismas protecciones estrictas que se habían establecido bajo la supervisión federal. Temían que la caza regulada y otros factores pudieran poner en riesgo los avances logrados.
En particular, esta decisión también desencadenó una serie de batallas legales y debates públicos sobre el futuro de los osos pardos en la región. Los críticos argumentaron que los osos aún enfrentaban numerosas amenazas, incluyendo la pérdida de hábitat, el cambio climático y los conflictos con actividades humanas, que podrían revertir los progresos alcanzados si no se manejaban adecuadamente. En respuesta a estas preocupaciones, los estados adoptaron varios planes de manejo y continuaron trabajando con agencias federales y organizaciones no gubernamentales para asegurar un enfoque coordinado en la conservación de los osos pardos.
En resumen, la eliminación de los osos pardos de la lista de especies en peligro de extinción y la transferencia de su gestión a nivel estatal en 2017 representaron un capítulo complejo en la historia de la conservación en los Estados Unidos, lleno de desafíos y oportunidades para el futuro de esta emblemática especie. Los osos pardos viven en áreas que abarcan cientos de kilómetros, lo que los puede llevar fuera de los parques, donde estarían abiertos a la caza.  La famosa osa Grizzly 399, conocida por sus frecuentes apariciones y su prole numerosa, ha elegido anidar fuera de los límites de los parques nacionales. Este comportamiento inusual destaca su adaptación y búsqueda de territorios seguros para criar a sus cachorros lejos de las áreas más concurridas y turísticas. La elección de anidar fuera de los parques puede ser una estrategia para evitar el contacto humano y garantizar un entorno más tranquilo para su familia, reflejando su inteligencia y capacidad de adaptación en un entorno cambiante.
Los cazadores de la zona apuntarían al 399 porque es el trofeo más grande y famoso. Grizzly 399, conocida por su tamaño imponente y su prolífica descendencia, ha ganado notoriedad en la región, no solo entre los turistas y fotógrafos de vida silvestre, sino también entre los cazadores que buscan el prestigio de abatir a un oso tan célebre. Su fama se ha extendido por todo el estado, convirtiéndola en un objetivo deseado y codiciado. Además, su notable longevidad y capacidad para sobrevivir en un entorno tan hostil la han hecho aún más legendaria. Los cazadores, motivados por la gloria y la reputación que ganaría quien logre cazarla, ven en Grizzly 399 no solo un desafío, sino también un símbolo de supremacía en el mundo de la caza. Sin embargo, esta persecución también ha generado una creciente preocupación entre los conservacionistas y defensores de la vida silvestre, quienes luchan por proteger a este emblemático animal de los peligros que enfrenta. La historia de Grizzly 399 se ha convertido en una lucha entre el instinto de preservación de la naturaleza y el impulso humano de dominarla.. Daryl Hunter, un fotógrafo de vida silvestre que sigue a Grizzly 399, relató una conversación con un proveedor que dijo: "Conocí a un tipo que quiere la alfombra de Grizzly 399 en su pared y dice que, como es famosa, es un mejor trofeo". Grizzly 399 pasa parte del año en el Parque Nacional Grand Teton, pero también hiberna en el bosque nacional donde se permite la caza.
Para la temporada de caza de 2018, Montana decidió no cazar. Idaho, con la menor cantidad de osos pardos, decidió permitir la caza de un solo oso. El 23 de mayo de 2018, la comisión de vida silvestre de Wyoming votó por unanimidad para aprobar la caza del oso grizzly. El Departamento de Caza y Pesca de Wyoming permitió que una votación decidiera el número de osos pardos que se matarían. Esta decisión se tomó tras un largo debate entre conservacionistas y cazadores, quienes presentaron argumentos sobre la necesidad de gestionar la población de osos pardos para proteger tanto al ganado como a los humanos. Los conservacionistas, por su parte, argumentaron la importancia de los osos para el ecosistema y su valor cultural y turístico. La votación, que se realizó en varios condados, incluyó la participación de residentes locales, propietarios de tierras y otros interesados en la conservación y gestión de la vida silvestre. La medida final fue recibida con opiniones divididas, reflejando la complejidad del equilibrio entre la preservación de la naturaleza y las necesidades humanas en el estado de Wyoming. El recuento llegó a 22 osos pardos en una votación unánime de 7 a 0. La temporada de caza estaba prevista del 15 de septiembre al 15 de noviembre. Esta iba a ser la primera caza autorizada en Wyoming en 44 años desde que fueron incluidos por primera vez como en peligro de extinción en 1975, momento en el que no se permitía la caza dentro de los parques nacionales ni en la carretera que los conecta, y la población de osos pardos había disminuido. a unas 136 personas.
La caza planeada en Wyoming generó protestas públicas. Cinco mujeres en Jackson Hole organizaron rápidamente "Dispárales con una cámara, no con una pistola", que alentó a los oponentes de la caza de trofeos a unirse a la lotería de etiquetas con la esperanza de evitar que los cazadores ganaran etiquetas. Aproximadamente 7.000 personas solicitaron etiquetas para osos de Wyoming, incluidos el fotógrafo de vida silvestre Thomas D. Mangelsen, Jane Goodall y otros conservacionistas.
En julio de 2018, Mangelsen se enteró de que estaba en una posición lo suficientemente alta en una lotería de caza como para recibir una etiqueta de caza, el puesto número 8 en la cola. En septiembre, pocas semanas antes de que comenzara la temporada de caza, un juez federal de Montana restauró la protección a todos los osos en el ecosistema del Gran Yellowstone. El juez dictaminó que los funcionarios del Servicio de Pesca y Vida Silvestre de los Estados Unidos fueron "arbitrarios y caprichosos" cuando quitaron la protección a los osos bajo la Ley de Especies en Peligro. En julio de 2020, el Tribunal de Apelaciones del Noveno Circuito confirmó el fallo del juez de Montana.
En marzo de 2021, el Servicio de Pesca y Vida Silvestre de EE. UU. recomendó no cambiar el estado actual del oso grizzly en los 48 estados inferiores. Seguirán estando amenazados en el marco de la ESA tras la finalización de una revisión de su situación de cinco años. 

## En la cultura popular

### Libros
Grizzly 399: La historia de un oso notable es un libro para niños publicado en mayo de 2020 en Idaho Falls. El libro está escrito por Sylvia M. Medina, ilustrado por Morgan Spicer e incluye fotografías del fotógrafo estadounidense de naturaleza y vida silvestre Thomas D. Mangelsen. El editor publicó un libro posterior con el mismo autor, ilustrador y fotógrafo en abril de 2021 para incluir a los nuevos cachorros de Grizzly 399, titulado "Grizzly 399's Hibernation Pandemonium" después de que la madre osa de 24 años sorprendiera al mundo con el nacimiento de cuatro más. cachorros en la primavera de 2020.
Grizzlies of Pilgrim Creek En 2015, Thomas D. Mangelsen colaboró con Wilkinson para crear el libro sobre Grizzly 399 y su progenie. Mangelsen hizo de una de sus prioridades durante más de diez años registrar su vida, incluido su horario de hibernación, alimentación y maternidad; registró el nacimiento de tres pares de trillizos y un par de gemelos. Sus fotografías, especialmente la que él llamó "Un ícono de la maternidad", ayudaron a convertirla en la madre oso pardo más famosa, tal vez la más famosa, del mundo. Millones de personas visitan el ecosistema del Gran Yellowstone sólo para ver a estos osos pardos.

### Cuenta de Facebook
En 2015, se sabía que Grizzly 399 había adquirido una presencia completa en las redes sociales, aunque es un misterio quién administra las cuentas. Tiene su propia página de Facebook, cuenta de Instagram y cuenta de Twitter. "Estos no son osos cualquiera", explica Thomas D. Mangelsen, un fotógrafo mundial de vida silvestre que vive en Jackson Hole, Wyoming, "podrían ser los osos pardos vivos más famosos del planeta. Para todas estas personas, echar un vistazo de ellos es la emoción de tu vida."  Mangelsen ha seguido sus movimientos durante más de diez años. Grizzly 399 disipa el estereotipo de que todos los osos pardos son agentes del terror, dice el autor Todd Wilkinson de Bozeman, Montana . "Muchas veces se porta mejor que la gente que la rodea", dijo. "Pero ella es salvaje", añade.